# Cyrtarachne pallida
Cyrtarachne pallida là một loài nhện trong họ Araneidae.
Loài này thuộc chi Cyrtarachne. Cyrtarachne pallida được Octavius Pickard-Cambridge miêu tả năm 1885.